# 石孔乡
石孔乡，是中华人民共和国四川省南充市蓬安县下辖的一个乡镇级行政单位。

## 行政区划
石孔乡下辖以下地区：
姚家沟村、十三嘴村、塘孔村、小玉村、大玉村、枫木院村、山青村、黄家沟村、石孔村、社附村和社坛村。